# Phylloscopus laurae
A Phylloscopus laurae a verébalakúak (Passeriformes) rendjébe, ezen belül a füzikefélék (Phylloscopidae) családjába és a Phylloscopus nembe tartozó faj. 11 centiméter hosszú. Angola, a Kongói Demokratikus Köztársaság, Tanzánia és Zambia erdőiben él 100 és 1400 méter közötti tengerszint feletti magasságon. Többnyire rovarokkal táplálkozik. Júliustól szeptemberig költ.

## Alfajai
- P. l. laurae (Boulton, 1931) – nyugat-Angola;
- P. l. schoutedeni (Prigogine, 1955) – délkelet-Kongói Demokratikus Köztársaság, közép- és északnyugat-Zambia, délnyugat-Tanzánia.

## Fordítás
- Ez a szócikk részben vagy egészben  a   Laura's woodland warbler című angol Wikipédia-szócikk fordításán alapul.  Az eredeti cikk szerkesztőit annak laptörténete sorolja fel. Ez a jelzés csupán a megfogalmazás eredetét és a szerzői jogokat jelzi, nem szolgál a cikkben szereplő információk forrásmegjelöléseként.